# Gustav Mazanec
Gustav Mazanec (28. července 1873 Smíchov – 25. prosince 1938 Praha) byl československý právník, politik a meziválečný poslanec a senátor Národního shromáždění za Československou stranu lidovou.

## Biografie
Absolvoval Právnickou fakultu Univerzity Karlovy (doktorát roku 1900), poté působil u finanční prokuratury a pak dlouhá léta pracoval jako advokát. Už před první světovou válkou se podílel na katolickém politickém hnutí. Stýkal se s českou Katolickou modernou. Od roku 1908 předsedal Sdružení katolické inteligence, byl spoluzakladatelem revue Meditace. Koncem 90. let 19. století patřil k levému křídlu katolického politického tábora. Roku 1899 byl zvolen do výkonného výboru Křesťansko-sociální strany lidové. Zasedal ve vedení tiskového družstva Nový věk.
V letech 1918-1920 zasedal za Československou stranu lidovou v Revolučním národním shromáždění. V parlamentních volbách v roce 1920 získal poslanecké křeslo v Národním shromáždění. Podle údajů k roku 1920 byl profesí radou finanční prokuratury na Smíchově.
V parlamentních volbách v roce 1925 získal senátorské křeslo v Národním shromáždění. V senátu setrval do roku 1929.
Ve 30. letech 20. století patřil ke konzervativnímu křídlu strany, které bylo kritické vůči politice Jana Šrámka. Náležel ke stranické pravici kolem Rudolfa Horského a listu Čech, která vystupovala proti provádění pozemkové reformy. Od roku 1924 vydával Naše listy, byl místopředsedou Unie úředníků a zřízenců strany lidové. Ve 30. letech odešel z politické scény.